# Marco Lietti
Marco Lietti (* 20. April 1965 in Gravedona) ist ein ehemaliger italienischer Radrennfahrer.
Als Amateur gewann er 1987 den Giro della Provincia di Biella. Lietti war von 1988 bis 1997 Profi und ist während dieser Zeit ausschließlich für verschiedene italienische Teams gefahren. Er fuhr in den Jahren 1991, 1993, 1994 und 1996 die Tour de France, ohne indes groß in Erscheinung zu treten, mit Ausnahme des Jahres 1991, als er eine Etappe vor Greg LeMond gewinnen konnte.

## Erfolge
- 1990: Katalonien-Rundfahrt
- 1991: Tour de France
- 1995: Tour du Haut-Var

## Teams
- 1988 Malvor-Bottecchia
- 1989 Malvor-Sidi
- 1990–1992 Ariostea
- 1993 Lampre-Polti
- 1994 Lampre-Ceramica Panaria
- 1995–1996 MG Maglificio-Technogym
- 1997 Refin-Mobilvetta